# Massif de la Sainte-Baume
Massif de la Sainte-Baume este o arie protejată (sit de importanță comunitară — SCI) din Franța întinsă pe o suprafață de 17.307 ha, integral pe uscat.

## Localizare
Centrul sitului Massif de la Sainte-Baume este situat la coordonatele 43°20′24″N 5°45′11″E / 43.34°N 5.75306°E.

## Înființare
Situl Massif de la Sainte-Baume a fost declarat arie specială de conservare în baza directivei 92/43 din 1992 referitoare la conservarea habitatelor naturale și a faunei și florei sălbatice pentru a proteja 1 specie de plante și 25 de specii de animale.

## Biodiversitate
Situată în ecoregiunea mediteraneană, aria protejată conține 19 habitate naturale: Lande oro-mediteraneene cu formațiuni endemice de grozamă, Pajiști carstice calcaroase sau bazofile, de Alysso-Sedion albi, Grohotișuri termofile și vest-mediteraneene, Peșteri inaccesibile publicului, Păduri de pin mediteraneene cu pini mezogeni endemici, Păduri de Quercus ilex și Quercus rotundifolia, Galerii de Salix alba și de Populus alba, Păduri de Ilex aquifolium, Păduri de fag din Europa Centrală dezvoltate pe sol calcaros cu Cephalanthero-Fagion, Lespezi calcaroase, Matorral arborescenți cu Juniperus spp., Pseudostepă cu ierburi și specii anuale de Thero-Brachypodietea, Pajiști uscate seminaturale și facies de acoperire cu tufișuri pe substraturi calcaroase (Festuco-Brometalia) (* situri importante pentru orhidee), Pante stâncoase calcaroase cu vegetație casmofită, Păduri mediteraneene de Taxus baccata, Pajiști umede mediteraneene cu ierburi înalte de Molinio-Holoschoenion, Păduri pe pante, grohotișuri și ravene de Tilio-Acerion, Izvoare petrifiante cu formare de travertin (Cratoneurion), Râuri mediteraneene cu debit intermitent, cu specii de Paspalo-Agrostidion.
La baza desemnării sitului se află mai multe specii protejate:
- plante (1): Arenaria provincialis
- mamifere (11): liliac cârn (Barbastella barbastellus), lupul (Canis lupus), liliac cu aripi lungi (Miniopterus schreibersii), liliac cu urechi mari (Myotis bechsteinii), liliac cu urechi de șoarece (Myotis blythii), liliac cu picioare lungi (Myotis capaccinii), liliac cărămiziu (Myotis emarginatus), liliac comun (Myotis myotis), liliacul mediteranean cu potcoavă (Rhinolophus euryale), liliacul mare cu potcoavă (Rhinolophus ferrumequinum), liliacul mic cu potcoavă (Rhinolophus hipposideros)
- nevertebrate (11): Austropotamobius pallipes, croitorul mare al stejarului (Cerambyx cerdo), Coenagrion mercuriale, fluturele de noapte (Eriogaster catax), fluturele auriu (Euphydryas aurinia), Euplagia quadripunctaria, Limoniscus violaceus, rădașcă (Lucanus cervus), Osmoderma eremita, Oxygastra curtisii, Rosalia alpina
- pești (2): Barbus meridionalis, clean dungat (Telestes souffia)
- reptile (1): țestoasa de baltă (Emys orbicularis)

Pe lângă speciile protejate, pe teritoriul sitului au mai fost identificate 1 specie de păsări.